# Blackfish
Blackfish är en amerikansk dokumentärfilm från 2013, i regi av Gabriela Cowperthwaite. Filmen handlar om späckhuggaren Tilikum och konsekvenserna av att hålla dessa djur i fångenskap.
Blackfish visades först på filmfestivalen Sundance 2013 och fick positiva recensioner från flera filmkritiker.

## Handling
Filmen visar hur vilda djur lever i fångenskap, på akvarieparkerna SeaWorld i Florida och Sealand i Victoria. Genom montage av nyhetsklipp, reklamfilmer, intervjuer med forskare och före detta späckhuggartränare, framläggs logiska skäl till varför SeaWorlds späckhuggare Tilikum har dödat tre personer, varav två tränare.